# 박순사당
박순사당(朴添祠堂)은 박순의 충절과, 처 장흥임씨의 열행, 박호원 박정규의 효행 등 음성 박씨문중의 4인의 충효열행을 기리기 위한 정려이다.  박순 충신문은 1686년(조선 숙종 12년)에 삼성면 상곡리에 세워졌으며, 1886년(고종 23년)에 중수하였다가 쇠락하자, 1970년 지금의 위치로 옮겨 충효열각으로 합설하여 정면 3칸, 측면 2칸의 맛배지붕 목조기와집으로 건립하였으며, 2000년 중건하였다. 
충청북도 음성군 대소면에 있다. 2002년 5월 18일 음성군의 향토문화유적 제12호로 지정되었다.

## 개요
음성군 대소면 오류리 오리골 마을입구에 충신 박순(朴淳) (? - 1402년)의 충절과 그의 처 장흥임씨(長興任氏) (?∼1402년)의 열행(烈行)과 박호원(朴浩遠) (1599년∼1627년)과 박정규(朴廷珪 (1677년∼1724년)의 효행 등 음성박씨 4인의 충효열(忠孝烈)을 기리기 위하여 합설한 정려(旌閭)이다.
박순은 조선 초기의 무신으로 본관은 음성이고 박문길이 아들이다. 고려 우왕 14년(1388년)의 요동정벌때 이성계의 휘하에서 종군하였으며 조선이 개국하자 상장군이 되었다. 태조 7년(1389년) 왕자의 난 때 태종을 도왔으며 태종 2년(1402년)에 함흥차사를 자원하여 태조의 환궁의 확답 받았으나 태조의 수하에게 용흥강에서 피살되었다. 태종이 그의 공을 찬양하여 판승추부사에 증직하고 충신정려를 내리고 숙종조에 충민(忠愍)이라는 시호를 내렸다.
박순의 충신각은 조선 숙종 12년(1686년)에 처음 삼성면 상곡리에 세웠는데 고종 23년(1886년)에 중수하였다가 퇴락하자 1970년 지금의 위치로 옮기어 충효열각으로 합설 신축하였다.
박순의 처 장흥임씨는 고려시대 대사헌을 지낸 임헌의 딸로서 함흥차사로 떠난 남편이 죽었다는 소식을 듣고 자결하여 태종이 묘지를 하사하고 고향에 열녀문을 세우도록 하여 처음에는 경기도 고양시 벽제면 성석리에 있었으나 순조때 후손인 박래복이 이곳으로 이거한 후에 재건하였다.
<열녀 증숭정대부판승추부사행상호군 증익충민공박순처 증정경부인장흥임씨지문숭정기원후 사병술 오월 일중게(烈女 贈崇政大夫判承樞府事行上護軍 贈謚忠愍公朴淳妻 贈貞敬夫人長興任氏之門崇禎紀元後 四丙戌 五月 日重揭> 충민공의 사자와 충효열각이 하나의 건물로 지어진 구조가 특이하다. 둘레에는 이중의 담장을 둘렀고 박삼문과 내문이 설치되었다.
1952년과 1978년 1차에 걸쳐 주청 및 중수를 하였고, 1997년에 보수하고 1998년에 내담장과 내문을 신축하였다.